# 天主教安什教區
天主教和平港教區（拉丁語：Dioecesis Hinchensis）是海地一個羅馬天主教教區，屬海地角總教區。
教區於1972年4月20日成立，2006年有教友327,000人，佔轄區總人口63.1%。教區下轄廿四個堂區，有四十三名司鐸。現任教區主教為西滿·伯多祿·聖希廉。